# Alucita cancellata
Alucita cancellata is een vlinder uit de familie waaiermotten (Alucitidae). De wetenschappelijke naam is voor het eerst geldig gepubliceerd in 1908 door Meyrick.
De soort komt voor in Europa.